# Турчешти (Арђеш)
Турчешти (рум. Turcești) насеље је у Румунији у округу Арђеш у општини Сапата. Oпштина се налази на надморској висини од 262 m.

## Становништво
Према подацима из 2002. године у насељу је живело 126 становника, од којих су сви румунске националности.